# Remmius quadridentatus
Remmius quadridentatus là một loài nhện trong họ Sparassidae.
Loài này thuộc chi Remmius. Remmius quadridentatus được Eugène Simon miêu tả năm 1903.